# Aphilodon maritimus
Aphilodon maritimus är en mångfotingart som beskrevs av Lawrence 1963. Aphilodon maritimus ingår i släktet Aphilodon och familjen Aphilodontidae. Inga underarter finns listade i Catalogue of Life.